# Merrill (Iowa)
Merrill è un comune degli Stati Uniti d'America, situato nello Stato dell'Iowa, nella contea di Plymouth.